# Kustavi
Kustavi (/ˈkustɑʋi/), hay Gustavs trong tiếng Thụy Điển, là một đô thị của Phần Lan.
Vị trí ở tỉnh của Tây Phần Lan thuộc vùng Tây Nam Phần Lan. Đô thị này có dân số 941 (thời điểm ngày 31 tháng 12 năm 2004)và diện tích 164,67 km² (trừ phần mặt biển) trong đó có 1,56 km² là mặt nước nội địa. Mật độ dân số là 5,8 người trên mỗi km².
Khu vực này có hơn 2000 đảo nhỏ.
Dân đô thị này chỉ sử dụng Tiếng Phần Lan dù nằm kề vùng Åland nói tiếng Thụy Điển.